# Paul Lévy (ethnologue)
Pour les articles homonymes, voir Lévy et Paul Lévy.
Paul Lévy (Saigon, 27 janvier 1909 - Névian, 9 février 1998) est un ethnologue français qui a étudié particulièrement la région du Sud-Est asiatique. Il est membre de l'École française d'extrême orient (EFEO) à partir de 1937 et en devient directeur de janvier 1946 à 1949, succédant ainsi à George Cœdès. Paul Lévy est également conservateur du Musée Louis Finot, devenu depuis le Musée national d'histoire du Vietnam. En 1949, Paul Lévy devient directeur d'études à l'École pratique des hautes études (EPHE).

## Biographie
Paul Lévy accomplit ses études supérieures à Paris, avec une licence ès lettres et un diplôme de l'Institut d'ethnologie. Dans son cursus se manifeste déjà son intérêt pour l'Indochine où il a grandi, puisqu'il passe un certificat d'histoire des religions et un autre d'études indiennes.
Son champ de recherche concerne l'Asie du Sud-Est, et plus spécifiquement le Viêt Nam et le Laos. C'est sur ce dernier pays qu'il concentrera l'essentiel de ses efforts : il réunit une très riche documentation sur les fêtes, les croyances, les rituels, ainsi que la culture technique et religieuse.
En 1937, il est membre de l'École française d'Extrême-Orient (EFEO), dont il sera le directeur de 1947 à 1950. En 1938, il est conservateur de la section préhistoire et ethnologie du Musée Louis Finot à Hanoï.
Toujours en 1937, il fonde avec Pierre Huard l'Institut indochinois pour l'étude de l'Homme, qui va réunir pour la première fois des chercheurs français et vietnamiens, et publier un bulletin de 1938 à 1944.
Paul Lévy est également professeur  d'histoire, d'ethnologie et d'archéologie à l'université de Hanoï.
Alors qu'il dirige l'EFEO, Paul Lévy crée Dan Viêt Nam, une revue scientifique en français et en vietnamien. La publication ne connaîtra que quelques numéros, mais elle aura accueilli des articles essentiels, notamment ceux que Lévy signe sur les tambours de bronze et la culture Dong Son,.
À partir de 1949, il devient directeur d’Études à l'EPHE (Ve section, sciences religieuses), avec une chaire intitulée « Les religions de l'Asie du Sud-Est continentale et insulaire ».
Il est l'un des signataires[réf. souhaitée] du Manifeste des 121 sur le droit à l'insoumission dans la guerre d'Algérie, paru le 6 septembre 1960.
Après sa retraite, en 1979, Paul Lévy reste très actif, multipliant les conférences, les publications, amorçant de nouvelles recherches, dispensant son soutien aux étudiants.
En 1940, il avait épousé Banyen Phimmasone (1915-1992), dont il a eu quatre fils, Denis, Jacques, Georges et Dominique[réf. souhaitée].

## Livres et principaux articles
- « En vue d'une coordination des recherches dans l'agronomie et l'ethnologie indochinoises »; Extrait du "Bulletin général de l'instruction publique, Hanoï, impr. de Trung Bac Tan-Van, 1941.
- Recherches préhistoriques dans la région de M'lupray (Cambodge), Hanoi, EFEO (PEFEO, 30), 123 p.1943.
- « Le sacrifice du buffle et la prédiction du temps à Vientiane (avec étude sur le sacrifice du buffle en Indochine) », Bulletin de l'Institut Indochinois pour l'étude de l'homme 6, p. 301-333, 1948.
- « Le voyage de Van Wusthoff au Laos (1641-1642) d'après son journal (inédit en français) », Cahiers de l'EFEO 38, Hanoi,1944. [lire en ligne (page consultée le 7 mars 2021)]
- Buddhism, a Mystery Religion ?, Londres, Athlone Press, University of London, coll. « Jordan lectures in comparative religion » (no 3), 1957 (réimpr. New York, Schoken Books, 1968), 111 p. (présentation en ligne)
- « Les pèlerins chinois en Inde », France-Asie, vol. 16, nos 153-157 « Présence du bouddhisme (René de Berval Dir.) »,‎ février-juin 1959, p. 375-436 (Réimpressions: R. de Berval (Dir.), Présence du bouddhisme, Gallimard, coll. « Bibliothèque illustrée des histoires », 1987, p. 279-368, puis Gallimard, coll. « TEL » no 355, 2008.)
- Histoire du Laos, Paris, PUF, coll. « Que sais-je ? » (no 1549), 1974, 128 p.
- « Le Leng Trot, ou danses rituelles et rustiques du Nouvel An khmer », Seksa Khmer,‎ 1981, no 3-4 et 1982, no 5, p. 59-85 (1981) et 61-102 (1982)